# James Mercer
James Russell Mercer (Honolulu, Hawái, 26 de diciembre de 1970) es el cantante, guitarrista y armoniquista estadounidense del grupo de Rock Alternativo e Indie Rock The Shins (antiguamente llamado "Flake" y después "Flake Music"). También integra junto al músico Danger Mouse el proyecto de space pop Broken Bells.
Hizo la secundaria en Inglaterra y Alemania. Actualmente vive en Portland, Oregón junto con los miembros de la banda y está casado desde abril de 2006 con Marisa Kula, quienes se conocieron cuando Kula fue asignada para entrevistarlo.

## Niñez
Mercer pasó su infancia moviéndose de ciudad a ciudad y de país a país. El padre de Mercer, Jim, era un teniente-coronel en la Fuerza Aérea, y su familia (James, su madre Alicia y su hermana menor Bonnie) estaban siempre en nuevos lugares. Mientras tanto, los Mercer vivían en una casa rodante que hacía paradas temporales en Utah, Kansas y Alabama. Cuando Mercer tenía 10 años, la familia pasó un año en Alemania, donde pasaría la mayor parte de su tiempo (la mayoría de las veces solo) explorando el bosque de detrás de su casa. En una entrevista con la revista Rolling Stone, dijo:

Fingía que estaba en una partida de Dungeons & Dragons. Yo era algo diferente. Además, era un pirómano a la vez. En los bosques, había una multa de $400 dólares por fumar un cigarro. Pero yo prendía una enorme hoguera junto con mis amigos.
James Mercer

Cuando el padre de Mercer fue mandado a Grecia, el resto de la familia volvió a Albuquerque por unos cuantos años, donde James se enfrentó a serios shocks por la cultura.
En la misma entrevista, dijo:

No quería acostumbrarme. Los niños estaban tomado y fumando y teniendo sexo. La dinámica social era mucho más madura que yo cuando tenía 11 años. Caí en una depresión durante meses. Mi papá y mamá eran ambos gente de granja y no sabían nada de la psicología infantil. Recuerdo eso como el fin de mi infancia.
James Mercer

## Historia
Después de haber terminado la secundaria, Mercer se retiró de la escuela pensando en comenzar una nueva banda, con influencias de la música de los 60 y de The Smiths, The Cure, Echo & the Bunnymen, The Beach Boys y The Jesus and Mary Chain; junto con la esperanza de tener éxito con su amor por la música, comenzó a practicar música con el teclista Marty Crandall y el baterista Jesse Sandoval para después formar un grupo de Power Pop llamado Flake, después siendo renombrado como Flake Music. La banda se unió a la discografía Omnibus Records y lanzaron el álbum When You Land Here, It's Time to Return, un álbum lo-fi, o sea, de baja fidelidad, que sería el primero y último de la banda. Estuvieron inactivos durante casi cinco años; después de ese plazo la banda se había desintegrado y los miembros de la misma formaron The Shins.

### Oh, Inverted World
Al haber formado The Shins, la banda comenzó a editar su primer álbum con ese nombre, llamado Oh, Inverted World. La difusión de este álbum comenzó cuando dos canciones del álbum, Caring Is Creepy y New Slang, salieron en la película Garden State, difundiendo la música de The Shins a un público más amplio. El álbum no ranqueó en ninguna posición importante, pero quedó en otras listas como la de los mejores 100 álbumes de 2000 - 2004 de Pitchfork Media. Todas las canciones y las letras fueron escritas por Mercer.

### Chutes Too Narrow
Chutes Too Narrow fue su siguiente lanzamiento, siendo lanzado dos años después, en 2003. El álbum hizo que The Shins consiguieran más fanes en la escena del indie rock, con letra mucho más variada que su álbum anterior, y aprovechó nuevos géneros. Dicho álbum ha sido confirmado como uno de los más vendidos de la discográfica Sub Pop, vendiendo más de 393,000 copias hasta la fecha.

### Wincing the Night Away
El 23 de enero de 2007 Mercer comenzó a trabajar en el tercer álbum de la banda, Wincing the Night Away de la misma manera que comenzó los otros dos álbumes anteriores: sólo, sin la banda y sin la preocupación de que fuera un completo éxito.
En una entrevista con el periódico hawaiano The Honolulu Advertiser, Mercer habló de sus experiencias y de su tercer álbum:

La mayoría del primer álbum fue grabado sin que la banda siquiera lo hubiera oído... Hasta que les puse el CD.

Soy muy influenciado por la opinión de la gente... y frecuentemente me arrepiento de ello. Así que lo que hago es ponerme en una situación donde yo puedo realmente darme cuenta de lo que quiero estéticamente acerca de lo que hago.

Si puedo tener el tiempo para darme cuenta de lo que creo exactamente que es cool, luego tengo un suelo mucho más firme para pararme una vez que realmente me apego al proyecto. En 'Wincing', quería sentirme muy libre para experimentar y sacar el álbum más creativo que pudiera. Sólo quería tener un álbum realmente fuerte. Es como cuando alcanzas un cierto nivel y sientes que tienes que... subir de nivel de la manera que has visto otras bandas muy buenas para pasar a la historia. Tu meta debería ser la calidad. El crear algo que busque y enganche a la gente.

Y tal vez, indirectamente, desde que supe que había nueva audiencia ahí afuera... no quería perderlos.
James Mercer

El álbum se convirtió en su álbum con más ventas, debutando en la posición #2 del Billboard 200 en enero de 2007, vendiendo más de 100,000 copias en la primera semana de lanzamiento, convirtiéndose en el álbum más vendido y con las posiciones más altas que la discográfica Sub Pop jamás haya alcanzado.